# Bout-du-Pont-de-Larn
Bout-du-Pont-de-Larn – miejscowość i gmina we Francji, w regionie Oksytania, w departamencie Tarn.
Według danych na rok 1990 gminę zamieszkiwały 1053 osoby, a gęstość zaludnienia wynosiła 138 osób/km² (wśród 3020 gmin regionu Midi-Pireneje Bout-du-Pont-de-Larn plasuje się na 321. miejscu pod względem liczby ludności, natomiast pod względem powierzchni na miejscu 1277.).